# Метохия

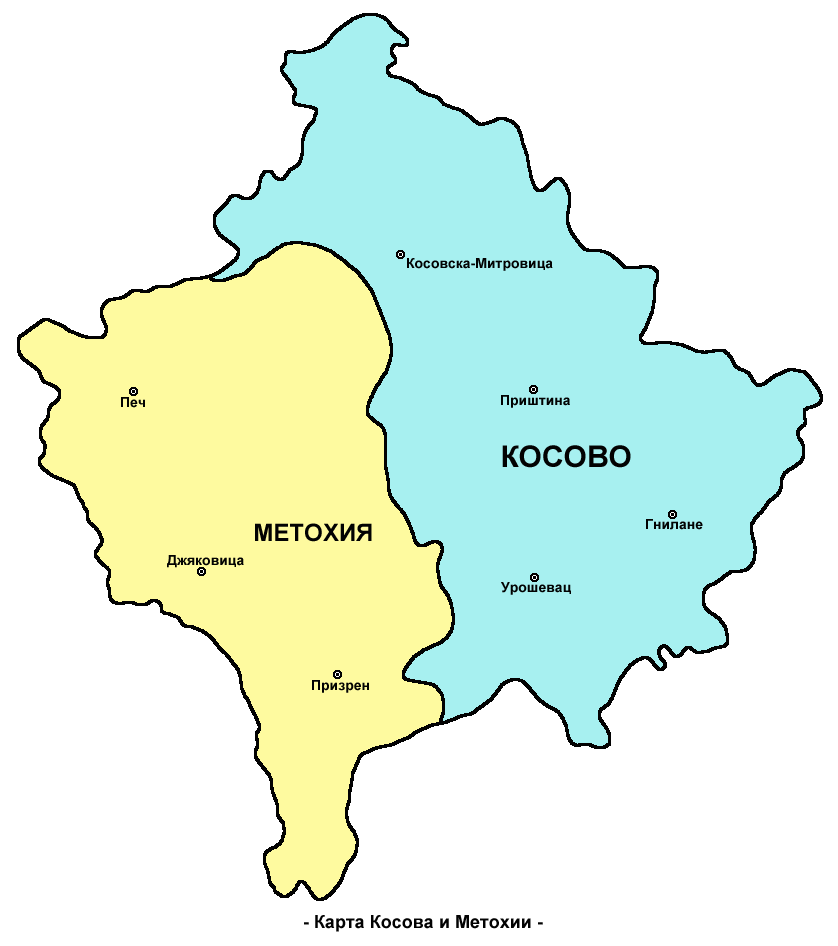
Карта Косова и Метохии

Мето́хия (серб. Метохија / Metohija, алб. Rrafshi i Dukagjinit) — историческая и географическая область на Балканах. Предположительно столица — Призрен. к западу от Косова поля. Контролируется частично признанной Республикой Косово. Согласно юрисдикции Сербии находится на её территории и входит в состав Автономного края Косово и Метохия (название которого часто употребляется в сокращённом виде — Космет).

## Название
В приблизительном переводе с сербского языка «Метохия» обозначает «монастырская земля» и происходит от греч. μετόχιον — церковный надел. В албанском языке эта же территория известна под названием алб. Rrafshi i Dukagjinit, то есть «равнина Дукаджини» — по имени албанского князя, согласно легендам впервые объединившего в 1468 году Метохию и прилежащие албанские области к западу от нынешней границы края и тринадцать лет, вплоть до своей смерти, оборонявшего эти земли от османов.
Албанская традиция отвергает название Метохии, ассоциируя его с пребыванием с XIV века до 1767 года здесь, в городе Печ (серб. Пећ), престола Сербской православной церкви, в средневековый период сыгравшей большую роль в подъёме сербского национального самосознания. Большинство европейских языков, включая русский, обычно не вдаются в тонкости и называют территорию Автономного края Косово и Метохия сокращённо — «Косово». Сербская же традиция настаивает на двойном обозначении края, что, по мнению сербов, подчёркивает их историческое право на эту землю.

## История
Со средневековых времён (XIV век) Метохия находилась под властью Османской империи. В 1912 году в результате Первой Балканской войны этот край был присоединён к Черногории. Спустя три года, в 1915 году, в ходе Первой мировой войны черногорские войска потерпели поражение от Австро-Венгрии, однако уже в 1918 году австрийцы были, в свою очередь, вытеснены армией Сербии. В дальнейшем Черногория (вместе с Метохией) стала частью Королевства сербов, хорватов и словенцев (с 1929 года — Югославии). В 1941 году Метохия была захвачена фашистской Италией и объединена с контролировавшейся ею Албанией. После падения в 1943 году фашистского режима в Риме Метохия была оккупирована войсками Третьего рейха. Многочисленные повстанческие группы сербских националистов-четников и прокоммунистических югославских партизан к 1944 году освободили территорию Метохии от оккупантов.
29 сентября 1943 года вышел первый официальный документ, в котором встречается название «Метохия» — это протокол Второго заседания Антифашистского веча народного освобождения Югославии (АВНОЮ); там говорилось о создании автономного края «Космет» (сокр. Косово-Метохия). В 1945 году этот край был принят в состав Демократической Федеративной Югославии (в дальнейшем ФНРЮ и СФРЮ), а именно в Народной Республики Сербия, на правах Косовско-Метохийской автономной области (сербохорв. Autonomna Kosovsko-Metohijska Oblast / Аутономна Косовско-Метохијска Област), преобразованной в 1963 году в одноимённый автономный край (серб. Аутономна покрајина Косово и Метохија) Социалистической Республики Сербия. Со времени образования Космета слово «Метохия» стало составной частью его официального названия, однако в ноябре 1968 года одним из результатов албанских националистических выступлений и периода политической нестабильности явилась смена названия края, вместо «Косово и Метохия» он стал именоваться просто «Косово». В 1990 году слово «Метохия» было официально возвращено.

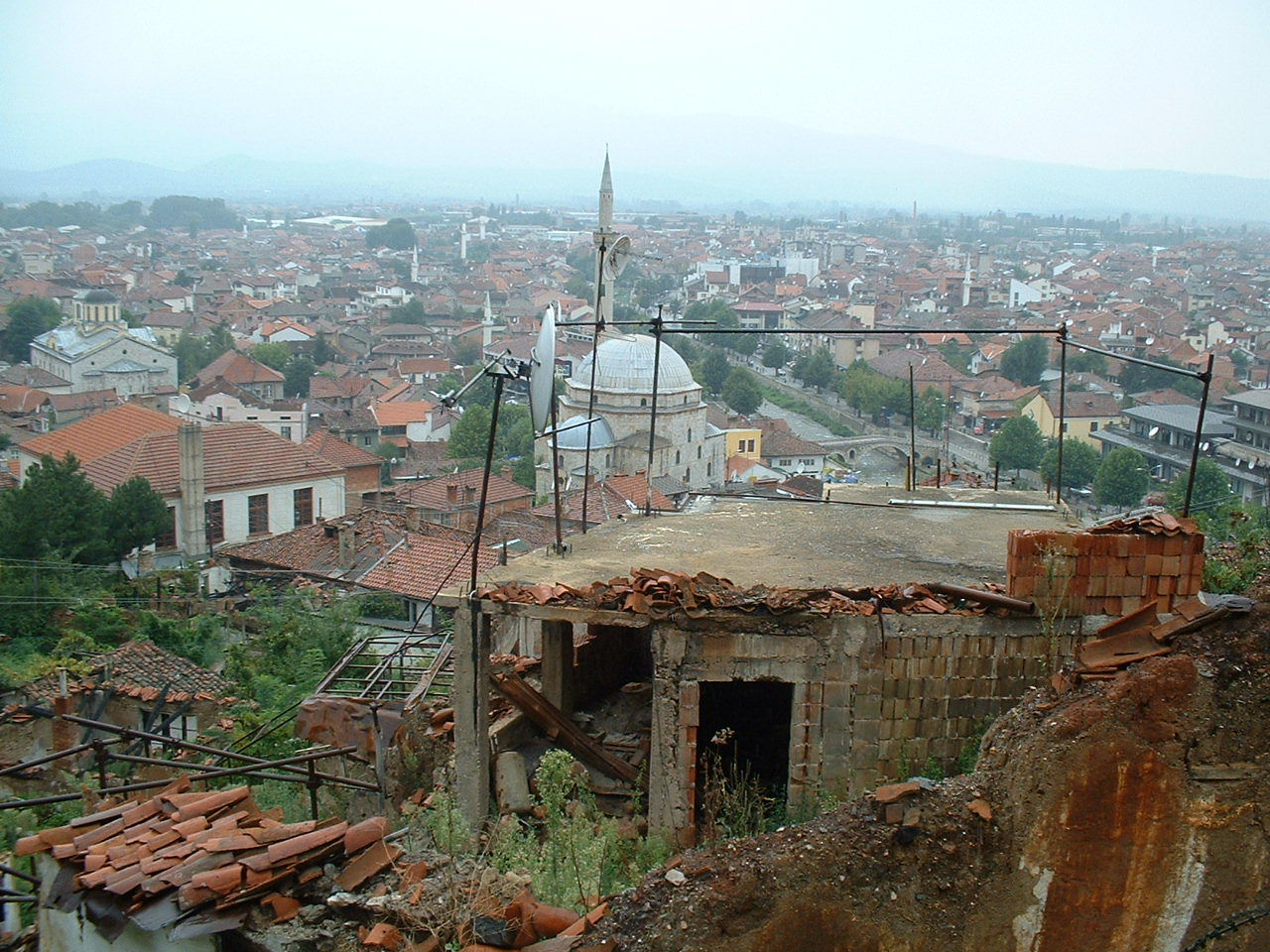
Сербский квартал города Призрен

С июня 1999 года край Косово и Метохия находится под протекторатом 16-тысячного контингента войск НАТО и администрации ООН (KFOR). Территория Метохии поделена на оккупационные зоны MNTF-S (юг, Турция) под командованием бригадного генерала Угура Тарчина (тур. Uğur Tarçin) и MNTF-W (запад, Италия) под командованием бригадного генерала Антонио Венчи (итал. Antonio Venci). В Резолюции СБ ООН 1244, других международных документах, равно как и в документах нынешних властей края употребляется исключительно название «Косово», хотя до сих пор отсутствует какой бы то ни было юридический акт об изъятии второй половины имени края.

## География и население
Территория Космета (Косова в широком смысле) представляет собой почти равносторонний параллелограмм, разделённый на две равнины — с запада Метохия, вдоль реки Бели Дрим, с востока Косово, вдоль реки Ситницы, текущей с юга на север по холмистой возвышенности. В наиболее узком месте Метохия занимает 23 км, а её длина около 60 км. Площадь территории края 3340 км². Средняя высота территории Метохии над уровнем моря около 450 метров. Её окружают горы — Копаоник на севере и северо-западе, Проклетие на западе, Пастрик на юго-западе, Шар-Планина на юге и юго-востоке и Дреница на востоке и северо-востоке.
В административном отношении в Метохии находятся три из семи районов Космета — Призренский, Джяковицкий и Печский. Основные города Метохии — Призрен (165 тыс. чел.), Джяковица (94 тыс. чел.), Печ (93 тыс. чел.), Ораховац (26 тыс. чел.) и Исток. Население Метохии в 2002 году составляло 790272 человека или приблизительно 40 % населения всего Космета. Этнически его на 90-94 % составляют албанцы, имеются небольшие общины сербов, турок и цыган, а также ряда албанизировавшихся нацменьшинств — в основном, в городах.